# Ockbrook
Ockbrook – wieś w Anglii, w hrabstwie Derbyshire, w dystrykcie Erewash. Leży 7 km na wschód od miasta Derby i 179 km na północny zachód od Londynu. W 2001 miejscowość liczyła 1710 mieszkańców.